# Hermann-Josef Tenhagen
Hermann-Josef Tenhagen (né le 22 janvier 1963 à Wesel, Rhénanie-du-Nord-Westphalie, Allemagne) est un journaliste économique et rédacteur en chef du mensuel Finanztest, édité par Stiftung Warentest.

## Biographie
Après l'abitur en 1982 il fait des études de sciences politiques, économie politique, lettres et pédagogie à la Rheinische Friedrich-Wilhelms-Universität à Bonn de 1984 à 1986. De 1987 à 1988 il passe une année à l’Université Baylor à Waco au Texas (États-Unis). Il obtient le diplôme en sciences politiques à l’université libre de Berlin.
Après plusieurs années d'apprentissage dans l’agence de presse AP et des radios locales, il entre en 1991 au quotidien Die Tageszeitung (taz) où il travaille jusqu’en 1994 comme rédacteur spécialisé dans l’environnement. Il y crée le service économie et environnement en 1992. En 1995 il quitte le journal pour devenir porte-parole du bureau commun de coordination et d'information des organisations allemandes pour l'environnement (Forum climatique 1995) et aider à organiser les activités des organisations non gouvernementales durant le premier sommet climatique mondial tenu à Berlin en 1995. En 1995 Tenhagen reprend le travail au quotidien die tageszeitung (taz) en tant que chef de service économie et environnement, et deux ans plus tard, il devient également adjoint du rédacteur en chef du journal. En 1998 il passe une année à Fribourg-en-Brisgau en tant que chef des nouvelles du journal Badische Zeitung. En 1999 il devient rédacteur en chef de Finanztest, magazine des consommateurs indépendant sur les finances le plus important en Allemagne.

## Prix
Hermann-Josef Tenhagen obtient en 2008 la deuxième place comme Journaliste de l'année dans la catégorie économie. Le jury a ainsi motivé son choix : "… parce qu'il a su comme peu d’autres experts en finance expliquer le crash des marchés avec des mots aussi intelligents que compréhensibles. Son analyse posée et crédible a fait de lui l'un des experts les plus demandés en automne 2008 et a aussi contribué à éviter la panique des banques".

## Publications
- Agrarbündnis (éditeur): Landwirtschaft 98 - Der kritische Agrarbericht, 1998,  (ISBN 3-930413-15-9)
- Blum, Mechthild / Nesseler, Thomas (éditeur): Epochenende - Zeitenwende, 1999,  (ISBN 3-7930-9217-8)
- Stiftung Warentest (éditeur): Sicher anlegen in der Krise, décembre 2008,  (ISBN 978-3-86851-307-3)
- Wer schlunzt, macht PR paru dans: netzwerk recherche Werkstatt, volume 5 Kritischer Wirtschaftsjournalismus, Wiesbaden, mai 2007